# 수비아노
수비아노 (Subbiano) 이탈리아 토스카나주의 아레초도에 위치한 코무네 (지방자치단체)로, 아르노강의 왼쪽 강둑에 있다.
북쪽의 아레초, 남쪽에는 비비에나와 인접하다. 근처 지방자치단체에는 안기아리 (동쪽), 카폴로나 (서쪽), 산세폴크로 (동쪽) 등이 있다.